# Louis Durand
Pour les articles homonymes, voir Durand.
Ne doit pas être confondu avec Louis Durand (peintre).
Louis Durand (1893-1944) est un résistant français et un militant de Combat Zone Nord, mort en déportation.
Ancien sous-marinier, croix de guerre 1914-1918, Louis Durand est l’homme de confiance de Robert Guédon. Avec sa belle-fille Geneviève, Maurice Jubert et Thérèse Baton, Gilberte et Adzire Lindemann, il travaille au secrétariat du journal Les Petites Ailes de France, dans le faux cabinet d’assurances installé au 176 quai Louis-Blériot (XVIe).
- 7 février 1942 : arrêté par la Geheime Feldpolizei, il est emprisonné à Paris, puis déporté à la prison de Sarrebruck en vertu du décret Nacht und Nebel.
- 13 octobre 1943 : il est condamné à mort par le 2e sénat du Volksgerichtshof.
- 24 mars 1944 : avec Adrien Thomas, il est guillotiné à la prison de Cologne.

## Distinctions
- Croix de guerre 1914-1918

## Sources
- Archives nationales.
- Musée de la Résistance et de la Déportation de Besançon.
- BDIC (Nanterre).